# ヒメシロアサザ
ヒメシロアサザ（Nymphoides coreana）はミツガシワ科アサザ属の多年草。湖沼やため池、水田などに生息する水草である。

## 分布
日本、中国、朝鮮半島のほか、ロシアにも分布する。日本では水田雑草となることもある一方で、個体数は減少傾向にあり、絶滅危惧種に指定されている。

## 形態、生態
浮葉植物で、地下茎から茎を伸ばし、浮葉を1-3枚展開する。葉の長さは2-6cmで、同属のガガブタより少し小型である。
花期は7-9月、4-5裂する白い花弁をもった花を多数咲かせる。花冠は8mm程度で、花弁の縁には毛をもつ。種子は長楕円形で、長さ3-5mm、結実率は良い。
殖芽を形成して越冬するという報告もあるが、正確にはわかっていない。
染色体数は2n=36で、4倍体である。

## 近縁種
同属のガガブタに似ているが、前述の通り、ヒメシロアサザはガガブタより小型であるなどの点で異なる。

## 利用
アクアリウムなどで利用されることがある。

## ギャラリー

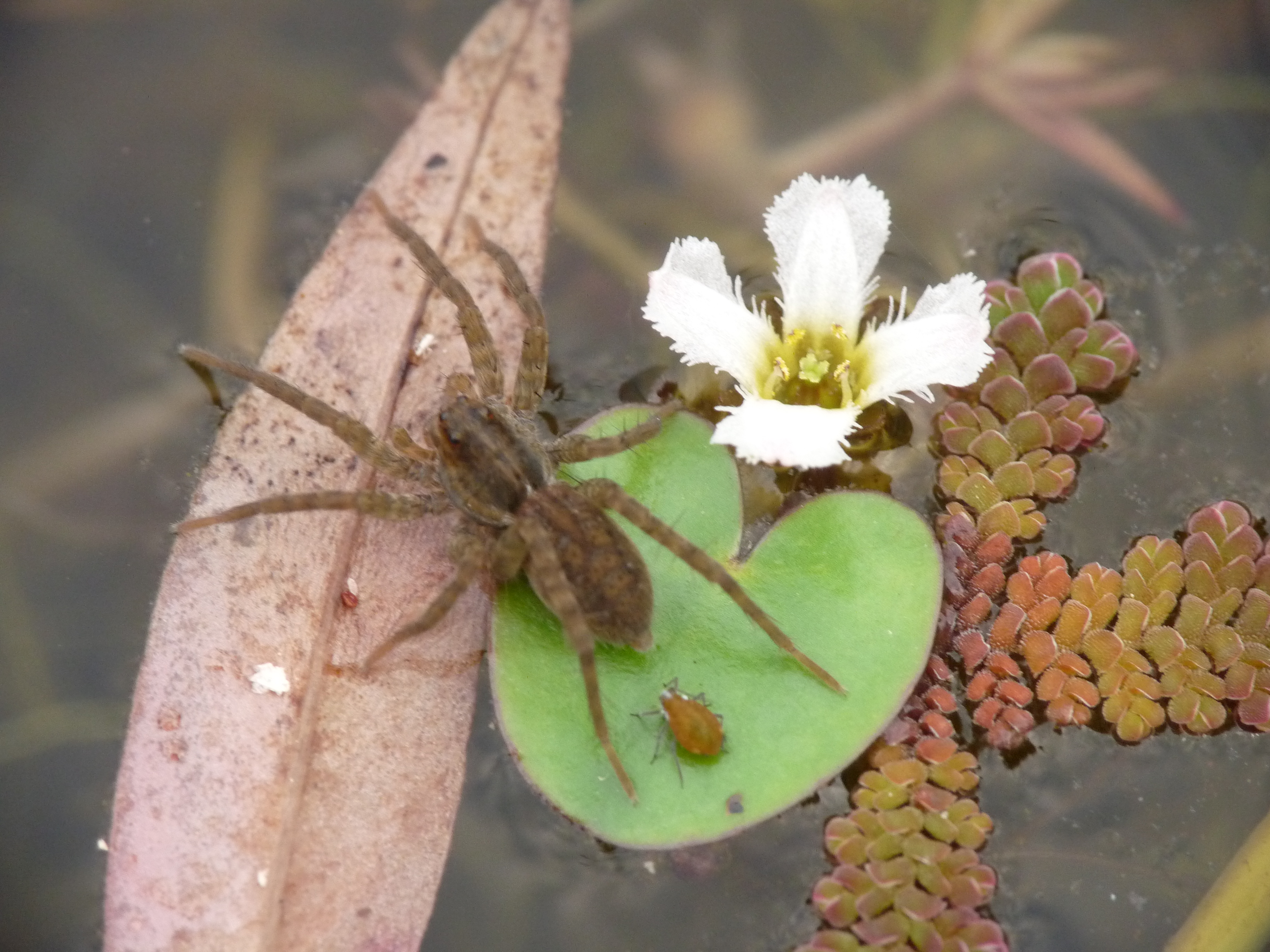
4弁の花。花の大きさは1cm未満で、となりに写っているクモより小さい。
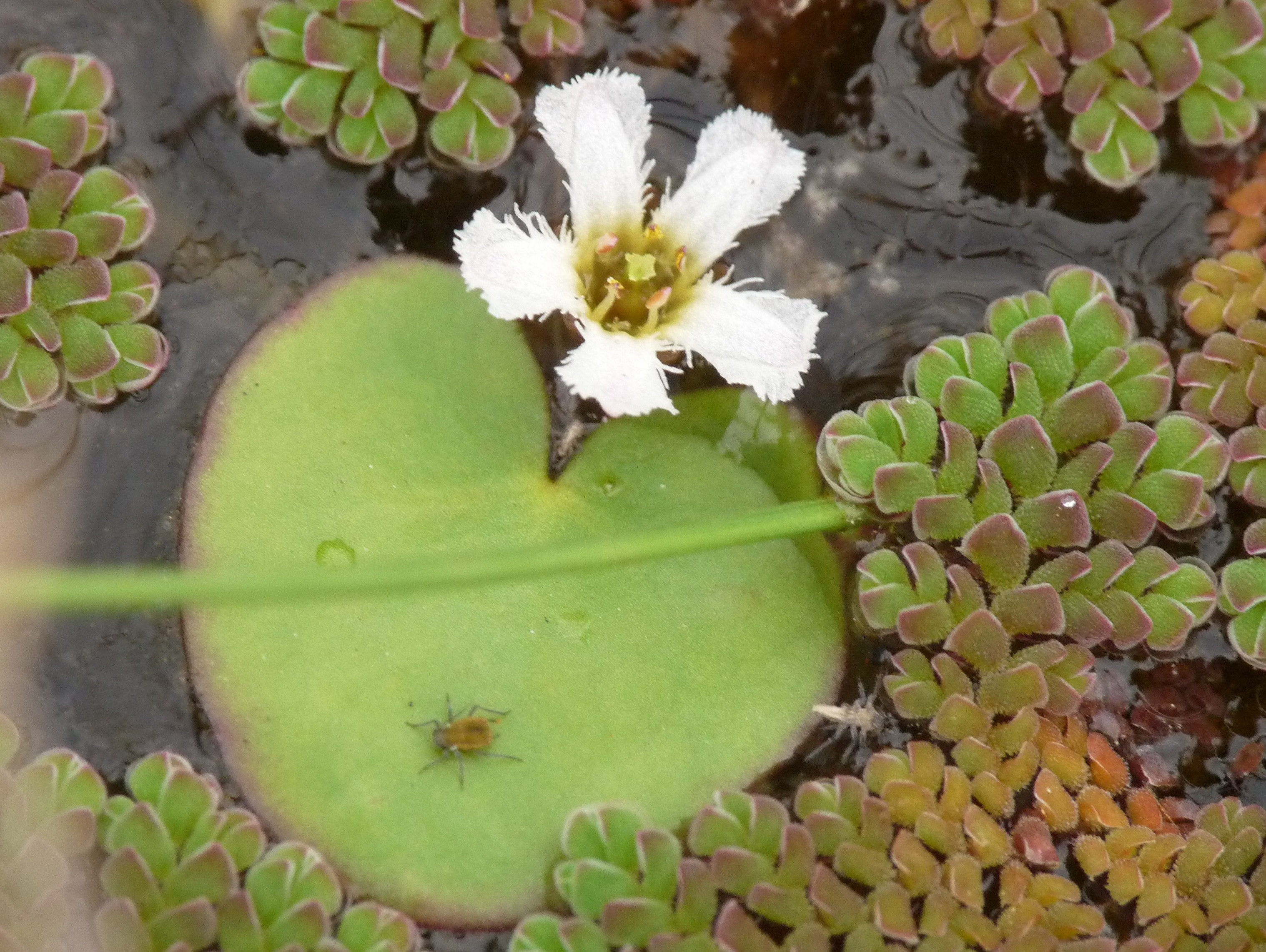
5弁の花。アカウキクサ属の1種と。
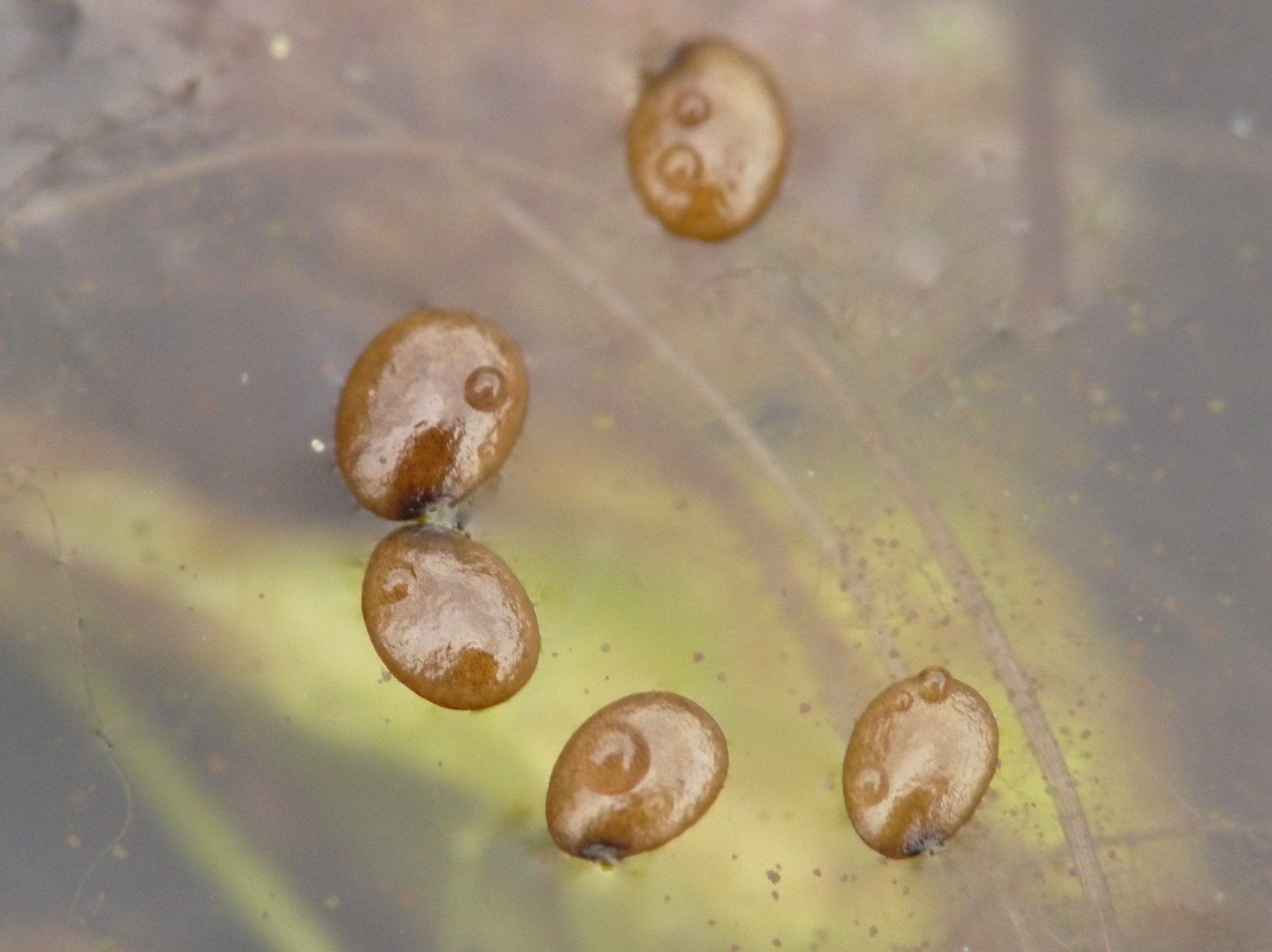
種子